# Wurmrevier

Wurmrevier um Alsdorf und Herzogenrath

Als Wurmrevier wird der Teil des Aachener Steinkohlereviers entlang des Flusses Wurm bezeichnet. Zum Wurmrevier, oder besser „Wurmkohlenrevier“, gehören die Städte Alsdorf, Baesweiler, Herzogenrath, Kohlscheid, Merkstein, Würselen im Nordkreis Aachen, Übach-Palenberg und Hückelhoven, schon im Rurtal, im Kreis Heinsberg, Siersdorf im Kreis Düren und Kerkrade in den Niederlanden. Maßgeblich tätig im Wurmrevier war von 1836 bis 1907 die Vereinigungsgesellschaft für Steinkohlenbau im Wurmrevier sowie ab 1834 zunächst teilweise und nach dessen Fusion mit der Vereinigungsgesellschaft 1907 vollständig der Eschweiler Bergwerksverein EBV. Das Wurmrevier ist vom Inderevier (Eschweiler, Nothberg, Weisweiler) durch den flözleeren Aachener Sattel getrennt.

## Geschichte
Im Tal der Wurm traten die kohlehaltigen Erdschichten (Flöze) oberirdisch zu Tage, da das Wurmrevier in geologischer Zeit geringeren Senkungsbewegungen unterlag als andere Teile der Niederrheinischen Bucht (siehe Geologie der Niederrheinischen Bucht). Ein erster Abbau in Form von simplem Kohlegraben war mit den Möglichkeiten der vorindustriellen Zeiten anfänglich oberirdisch möglich. Bergbau ist im Wurmrevier urkundlich seit 1113 belegt. Mit Einzug der Dampfmaschine und der Eisenbahn Ende des 18. Jahrhunderts wurde die Steinkohleförderung industrialisiert und die Fördermengen enorm gesteigert. 1930 ereignete sich das Grubenunglück von Alsdorf mit 271 Toten. 1997 wurde die letzte Grube Sophia Jacoba in Hückelhoven geschlossen, womit die Steinkohleförderung im Wurmrevier endete.

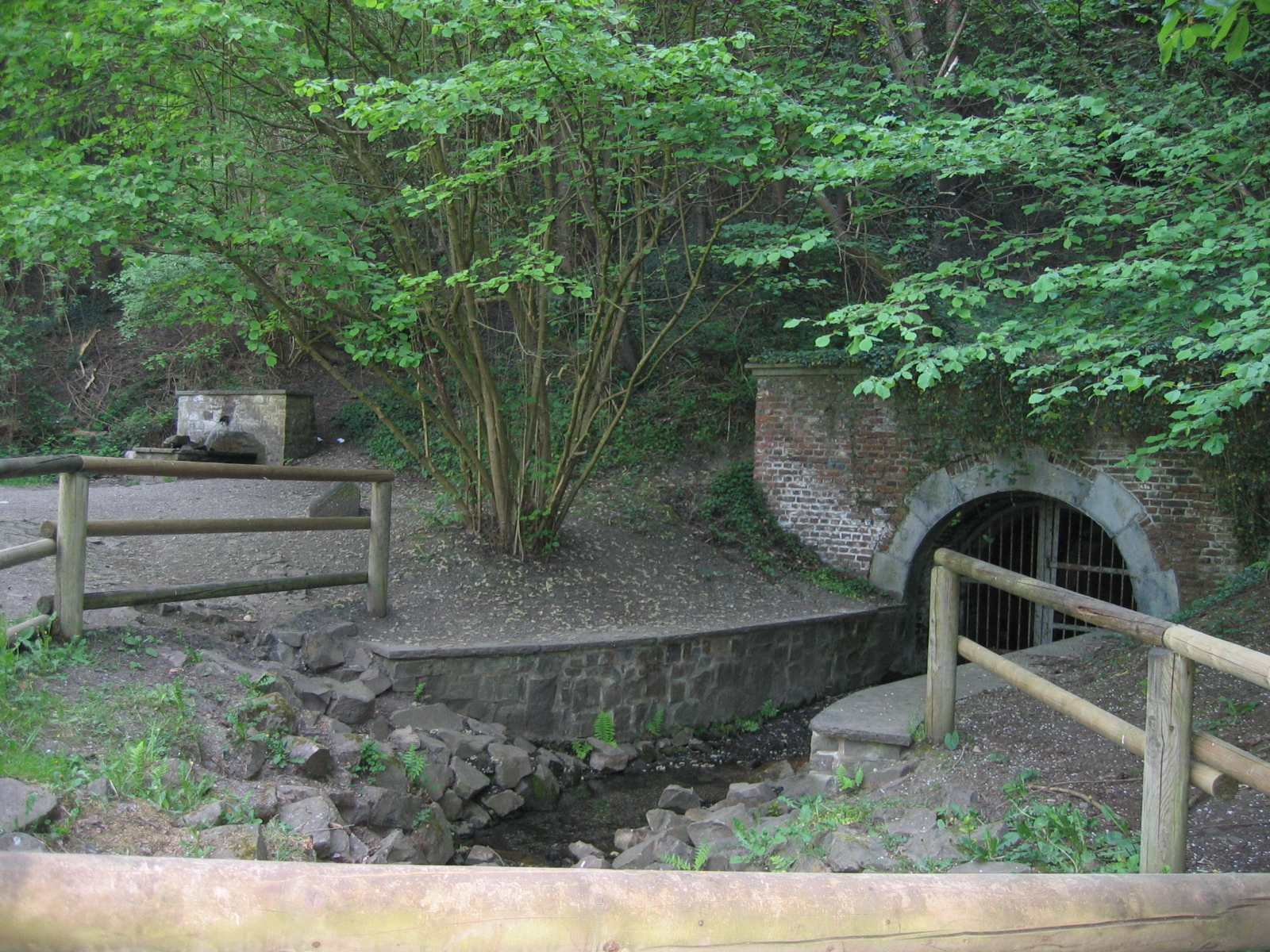
Förderstollen der ehemaligen Grube Gouley in Würselen, noch in Gebrauch zur Regulierung der Grubenwässer der ehemaligen Zechen Gouley und Anna/Alsdorf

## Deutsche Gruben
- Grube Adolf in Merkstein
- Grube Anna in Alsdorf
- Grube Carl-Friedrich in Aachen-Richterich
- Grube Carl Alexander in Baesweiler
- Grube Carolus Magnus in Übach-Palenberg
- Grube Emil Mayrisch in Aldenhoven-Siersdorf
- Grube Gemeinschaft in Alsdorf-Duffesheide (Nie als eigenständiges Bergwerk in Betrieb!)
- Grube Gouley in Würselen-Morsbach
- Grube Kämpchen in Kohlscheid
- Grube Hankepank in Kohlscheid
- Grube Langenberg in Kohlscheid
- Grube Laurweg in Kohlscheid
- Grube Maria in Alsdorf-Mariadorf
- Grube Nordstern in Merkstein
- Grube Sichelscheid in Kohlscheid
- Grube Sophia Jacoba in Hückelhoven
- Grube Spidell in Kohlscheid
- Grube Voccart in Herzogenrath-Straß

## Niederländische Gruben
Die Region um Kerkrade, Heerlen, Hoensbroek, Brunssum, Eygelshoven und Schaesberg, auch „Oostelijke Mijnstreek“ genannt, war das Zentrum der niederländischen Steinkohlegewinnung mit folgenden Bergwerken und insgesamt 33 Schächten:
- 1815–1969, Domaniale Mijn, Kerkrade, 6 Schächte
- 1838–1904, Neuprick, Kerkrade, 1 Schacht
- 1902–1970, Wilhelm-Sophia Mijn, DSM, Spekholzerheide, Kerkrade, 5 Schächte
- 1906–1969, Staatsmijn Wilhelmina, Terwinselen, Kerkrade, 2 Schächte
- 1899–1974, Oranje Nassau Mijn I, Heerlen, 3 Schächte
- 1904–1971, Oranje Nassau Mijn II, Schaesberg, 2 Schächte
- 1917–1973, Oranje Nassau Mijn III, Heerlenerheide, 1 Schacht
- 1927–1966, Oranje Nassau Mijn IV, Heerlen, 1 Schacht
- 1911–1973, Staatsmijn Emma, DSM, Hoensbroek, 4 Schächte
- 1915–1963, Staatsmijn Hendrik, DSM, Brunssum, 4 Schächte
- 1905–1968, Laura Mijn, Eygelshoven, 2 Schächte
- 1926–1974, Julia Mijn, Eygelshoven, 2 Schächte
- 1954–1962, Staatsmijn Beatrix, Herkenbosch